# Russkaja (stacja antarktyczna)
Russkaja (ros. Русская) – letnia stacja polarna należąca do Rosji (wcześniej radziecka), położona na wybrzeżu Antarktydy Zachodniej. Jest to jedyna stacja badawcza położona na długim pasie wybrzeża od nasady Półwyspu Antarktycznego do Morza Rossa, od strony Pacyfiku. Stacja została zamknięta w 1990 r., obecnie działa tam automatyczny sprzęt pomiarowy.

## Położenie i warunki
Stacja znajduje się na Ziemi Marii Byrd, na skalistym przylądku Cape Burks, wyznaczającym granicę między wybrzeżami Rupperta i Hobbsa. Wybrzeża w tym obszarze tworzy przeważnie bariera lodowa o wysokości 2–40 m. Na zachód od przylądka brzeg zagina się w kierunku południowym. W okolicy znajdują się skaliste wzniesienia, szczyty gór są wolne od lodu. Stacja jest posadowiona na gnejsowym nunataku.
Średnia roczna temperatura na stacji jest równa –12,4 °C; najwyższa zarejestrowana temperatura to +7,4 °C, a rekord zimna to –46,4 °C. Warunki klimatyczne są wyjątkowo trudne, huraganowe wiatry występują tu szczególnie często, a najsilniejsze porywy przekraczają 70 m/s. Śnieżyce występują przez 150 dni w roku, dominują wiatry wschodnie. Pogodę w rejonie stacji kształtuje niemal stacjonarne centrum niskiego ciśnienia nad niedalekim Morzem Rossa. Na stacji Russkaja rejestrowano najniższe wartości ciśnienia spośród wszystkich stacji polarnych w Antarktyce. Lód morski co roku w okresie letnim tworzy długie pasmo wzdłuż wybrzeża, któremu towarzyszy ciąg połyni. Dostęp do stacji jest możliwy z użyciem helikopterów.

## Historia i działalność
Radzieccy polarnicy rozpoczęli badania w tej części Antarktydy Zachodniej w 1972 roku; rok później próbowali założyć stację polarną, co uniemożliwiły trudne warunki pogodowe i lód morski, a postawione instalacje zniszczyły huraganowe wiatry. Stacja Russkaja została otwarta 9 marca 1980 roku. Po zamknięciu amerykańskich stacji Byrd i Little America przestały napływać dane klimatyczne dotyczące centralnej części południowego Pacyfiku. Uruchomienie nowej radzieckiej stacji częściowo uzupełniło tę lukę.
W stacji Russkaja prowadzono kompleksowe badania hydrometeorologiczne, geofizyczne, astronomiczne i medyczno-fizjologiczne. Chociaż badania w rejonie stacji nie były prowadzone pod kątem geomorfologii, dane wskazują na zmniejszenie się obszaru pokrytego lodem, w związku ze zwiększoną erozją wiatrową, na którą ma wpływ aktywność cyklonów. Stację zamknięto 12 marca 1990 roku, do czego przyczynił się rozpad Związku Radzieckiego. W lecie 2007/2008 Rosja uruchomiła automatyczne stacje meteorologiczne w tymczasowo nieczynnych bazach Russkaja, Leningradskaja i Mołodiożnaja, odtwarzając okołobiegunową sieć monitoringu.
W 2014 roku stację Russkaja odwiedziła rosyjska ekspedycja, której celem było odnowienie i modernizacja stacji, w celu jej ponownego uruchomienia.